# Ilaria Titone
Ilaria Titone (Torino, 17 marzo 1993) è una triatleta italiana, campionessa nazionale di triathlon, duathlon e aquathlon (cadette) 2008.

## Biografia
Nata a Torino nel 1993, Ilaria Titone è una triatleta italiana, campionessa nazionale dell'anno 2008 (categoria: cadette).
Nell'anno 2011 partecipò per la prima volta anche a un triathlon ITU della categoria élite e fa parte di vari progetti talento FITRI.
Ilaria Titone rappresenta l' A.S. Torino3 (Tri), al secondo posto del Rank di Società 2010 e al primo posto al Campionato Italiano di società giovani 2010, il C.U.S. Torino e il C.N. (Centro Nuoto) Sebastopoli di Torino.

## Risultati internazionali (ITU)
| Data             | Sede              | Competizione                                | Esito |
| ---------------- | ----------------- | ------------------------------------------- | ----- |
| 31 maggio 2008   | Tarquinia Lido    | Campionato Italiano Triathlon (Cadette)     | 1°    |
| 21 giugno 2009   | Tarzo Revine      | Europeo: Staffetta (Youth)                  | 7º    |
| 29 agosto 2010   | Vila Nova de Gaia | Europeo: Staffetta (Youth)                  | 3º    |
| 23 gennaio 2011  | Valsesia          | Coppa Europa: Winter Triathlon (Elite)      | 7º    |
| 3 marzo 2012     | Valsesia          | Europeo: Winter Triathlon (Junion)          | 3°    |
| 26 gennaio 2013  | Tartu             | Europeo: Winter Triathlon (U23)             | 3°    |
| 23 febbraio 2013 | Cogne             | World Championships: Winter Triathlon (U23) | 4°    |